# Buchnera subglabra
Buchnera subglabra är en snyltrotsväxtart som beskrevs av D. Philcox. Buchnera subglabra ingår i släktet Buchnera och familjen snyltrotsväxter. Inga underarter finns listade i Catalogue of Life.